# Jean-Claude Servan-Schreiber
Pour les autres membres de la famille, voir Famille Servan-Schreiber.
Ne doit pas être confondu avec Claude Servan-Schreiber.
Jean-Claude Servan-Schreiber, né le 11 avril 1918 à Paris et mort le 11 avril 2018 dans la même ville,, est un homme de presse, un homme politique et un administrateur de société français.

## Biographie
Jean-Claude Servan-Schreiber est le fils de Robert Servan-Schreiber et le neveu d'Émile Servan-Schreiber, journalistes et cofondateurs du journal Les Échos. Sa mère, Suzanne Crémieux, était sénatrice du Gard et présidente du groupe Radical-Socialiste du Sénat. Ce fut l'une des premières femmes sénatrices en France.
De 1927 à 1934, il fait ses études au lycée Janson-de-Sailly, puis obtient en 1937 un diplôme d’économie et science politique à l'université d'Oxford et, deux ans plus tard, une licence en droit et un diplôme de l’École libre des sciences politiques.
Pendant la Seconde Guerre mondiale, il est aspirant, puis lieutenant dans la cavalerie blindée (5e Régiment des Chasseurs d'Afrique). Après l'armistice de 1940, il gagne la zone libre d'où il rejoint le réseau de résistance "Combat". Il quitte la France lors de l'invasion de la zone libre par les Nazis pour rejoindre Alger et la France libre. Là, il sert au 5ème Chasseurs dans l'escadron du capitaine Hubert de Seguin Pazzis. Ce régiment blindé commandé par une succession de chefs de corps est une des unités combattantes de la 1ère D.B. du général Touzet du Vigier, sous les ordres supérieurs du général de Lattre de Tassigny.
En 1947, Jean-Claude Servan-Schreiber entre aux Échos dont il devient directeur à la place de son père en 1958, après avoir créé en 1953 L'Express avec son cousin Jean-Jacques.
En 1963, il entre en conflit avec son cousin Jean-Jacques pour le contrôle des Échos, ce dernier voulant créer un groupe de presse avec L'Express. À la suite de ce conflit, le journal est vendu.
À la demande de De Gaulle et de Pompidou, il met en place la publicité à la télévision en 1968 et, à ce titre, est à l'origine de la Régie française de publicité.
Engagé en politique dans les rangs gaullistes, il est député de la 11e circonscription de la Seine, en tant que suppléant de Roger Frey qui lui laisse son siège quand il est nommé ministre de l'Intérieur en 1961.
Lors des élections législatives de juin 1968, il défie François Mitterrand dans sa circonscription de la Nièvre, mais échoue à être élu contre lui.
En mars 1973, il se présente dans la première circonscription du Gard, appuyé par Paul Tondut, conseiller général depuis 1959, qui lui apporte son ancrage local. Mais le tandem Servan-Schreiber-Tondut échoue devant le maire communiste de Nîmes, Émile Jourdan, qui l'emporte avec une courte avance (50,2 %). Il se retire alors de la vie politique.
En 1981, il entre au conseil d'administration de l’Institut Arthur Vernes, en devient président de 1994 jusqu’à 2009.
Sa rencontre avec Andreï Makine poussera ce dernier à écrire un livre intitulé Le Pays du Lieutenant Schreiber.

## Décès et obsèques
Jean-Claude Servan-Schreiber meurt le 11 avril 2018 à 13 heures, exactement 100 ans après sa naissance, à l'Institut national des Invalides à Paris.
Ses obsèques ont eu lieu le 16 avril 2018 en la cathédrale Saint-Louis des Invalides, suivies de son inhumation, le 17, sur la colline de Montfrin (Gard), en face du château que son père Robert avait acquis et dans le caveau que celui-ci avait fait creuser.

## Distinctions
- Commandeur de la Légion d'honneur
- Médaille militaire
- Croix de guerre 1939–1945 avec 4 palmes et 1 clou vermeil
- Legion of Honour de l'US Army[réf. nécessaire]

## Ouvrages
- Le Huron de la famille, Paris, Calmann-Lévy, 1979  (ISBN 270210312X et 9782702103128)
- Tête haute. Souvenirs, Paris, Pygmalion, 2010  (ISBN 9782756403502)
- Le Pays du lieutenant Schreiber, Andreï Makine, Paris, Grasset, 2014